# 2. Lig 2013
La 2. Lig 2013 è stata la 4ª edizione del campionato di football americano di secondo livello in Turchia, organizzato dalla TBSF.
Il Selimiye Spor Kulübü si è ritirato prima dell'inizio del campionato e il Meski Spor Kulübü ha chiuso dopo la prima giornata.

## Squadre partecipanti
| Club                 | Città     | Stadio | Sponsor ufficiale | Risultato nella stagione 2012 |
| -------------------- | --------- | ------ | ----------------- | ----------------------------- |
| Anadolu Rangers      | Eskişehir |        |                   |                               |
| Ege Dolphins         | Smirne    |        |                   |                               |
| Istanbul Conquerors  | Istanbul  |        |                   |                               |
| İzmir Efeleri        | Smirne    |        |                   |                               |
| Kocaeli Sharks       | Kocaeli   |        |                   |                               |
| Koç Rams             | Istanbul  |        |                   |                               |
| Mersin Mustangs      | Mersin    |        |                   |                               |
| Meski Spor Kulübü    | Mersin    |        |                   |                               |
| Selimiye Spor Kulübü | Istanbul  |        |                   |                               |
| Yeditepe Eagles      | Istanbul  |        |                   |                               |

## Stagione regolare

### Calendario

#### 1ª giornata
| marzo 2013 | Anadolu Rangers | 25 – 0 (a tavolino) | Selimiye Spor Kulübü |  |

| Smirne 9 marzo 2013, ore 16:00 | İzmir Efeleri | 8 – 16 | Ege Dolphins | Buca Kuruçeşme Sahası |

| Istanbul 10 marzo 2013, ore 13:00 | Istanbul Conquerors | 0 – 28 | Yeditepe Eagles | Avcılar Yerleşkesi Suni Çim Futbol Sahası |

| Istanbul 10 marzo 2013, ore 13:00 | Koç Rams | – | Meski Spor Kulübü | Koç Üniversitesi Futbol Sahası |

#### 2ª giornata
| marzo 2013 | Meski Spor Kulübü | 0 – 25 (a tavolino) | Mersin Mustangs |  |

| marzo 2013 | Selimiye Spor Kulübü | 0 – 25 (a tavolino) | Koç Rams |  |

| Istanbul 24 marzo 2013, ore 14:00 | Yeditepe Eagles | 25 – 0 (a tavolino) | İzmir Efeleri | Marmara BESYO |

| Smirne 24 marzo 2013, ore 16:00 | Ege Dolphins | 28 – 24 | Kocaeli Sharks | Aliağa Belediyesi TOKİ Stadı |

#### 3ª giornata
| aprile 2013 | Mersin Mustangs | 25 – 0 (a tavolino) | Selimiye Spor Kulübü |  |

| Smirne 7 aprile 2013, ore 13:00 | İzmir Efeleri | 19 – 0 | Istanbul Conquerors | Buca İlçe Stadı |

| Kocaeli 7 aprile 2013, ore 14:00 | Kocaeli Sharks | 8 – 24 | Yeditepe Eagles | Kocaeli Atletizm Sahası |

| Istanbul 7 aprile 2013, ore 14:00 | Koç Rams | 44 – 6 | Anadolu Rangers | Koç Üniversitesi Futbol Sahası |

#### 4ª giornata
| aprile 2013 | Selimiye Spor Kulübü | - – - (annullata) | Meski Spor Kulübü |  |

| 20 aprile 2013 | Anadolu Rangers | 20 – 6 | Mersin Mustangs |  |

| 21 aprile 2013 | Yeditepe Eagles | 12 – 0 | Ege Dolphins |  |

| 21 aprile 2013 | Istanbul Conquerors | 0 – 10 | Kocaeli Sharks |  |

#### 5ª giornata
| maggio 2013 | Meski Spor Kulübü | 0 – 25 (a tavolino) | Anadolu Rangers |  |

| Famagosta 4 maggio 2013, ore 15:30 | Mersin Mustangs | 20 – 27 | Koç Rams | Doğu Akdeniz Üniversitesi Stadyumu |

| Smirne 5 maggio 2013, ore 13:00 | Ege Dolphins | – | Istanbul Conquerors | Buca İlçe Stadı |

| Kocaeli 5 maggio 2013, ore 14:00 | Kocaeli Sharks | – | İzmir Efeleri | Kocaeli Atletizm Sahası |

### Classifiche
Le classifiche della regular season sono le seguenti:
- PCT = percentuale di vittorie, G = partite giocate, V = partite vinte,  P = partite perse, PF = punti fatti, PS = punti subiti

#### Gruppo A
| Pos. | Squadra             | PCT   | G | V   | N   | P   | PF   | PS   |
| ---- | ------------------- | ----- | - | --- | --- | --- | ---- | ---- |
| 1    | Yeditepe Eagles     | 1.000 | 4 | 4   | 0   | 0   | 89   | 8    |
| 2    | Ege Dolphins        | ?     | 4 | 2+? | 0+? | 1+? | 44+? | 44+? |
| 3    | Kocaeli Sharks      | ?     | 4 | 1+? | 0   | 2+? | 42+? | 52+? |
| 4    | İzmir Efeleri       | ?     | 4 | 1+? | 0   | 2+? | 27+? | 41+? |
| 5    | Istanbul Conquerors | ?     | 4 | 0+? | 0+? | 3+? | 0+?  | 57+? |

#### Gruppo B
| Pos. | Squadra              | PCT  | G | V   | N   | P   | PF   | PS   |
| ---- | -------------------- | ---- | - | --- | --- | --- | ---- | ---- |
| 1    | Koç Rams             | ?    | 4 | 3+? | 0+? | 0+? | 96+? | 26+? |
| 2    | Anadolu Rangers      | .750 | 4 | 3   | 0   | 1   | 76   | 50   |
| 3    | Mersin Mustangs      | .500 | 5 | 2   | 0   | 2   | 76   | 47   |
| -    | Meski Spor Kulübü    | ?    | ? | ?   | ?   | ?   | ?    | ?    |
| -    | Selimiye Spor Kulübü | -    | - | -   | -   | -   | -    | -    |

## Spareggi promozione
| Eskişehir 2 giugno 2013, ore 15:00 | Anadolu Rangers | 12 – 30 | Yeditepe Eagles |  |

| Smirne 9 giugno 2013, ore 18:00 | Ege Dolphins | p – v | Koç Rams | Aliağa Belediyesi TOKİ Stadı |

## Verdetti
- Koç Rams e  Yeditepe Eagles promossi in 1. Lig 2018